# De vader van een moordenaar

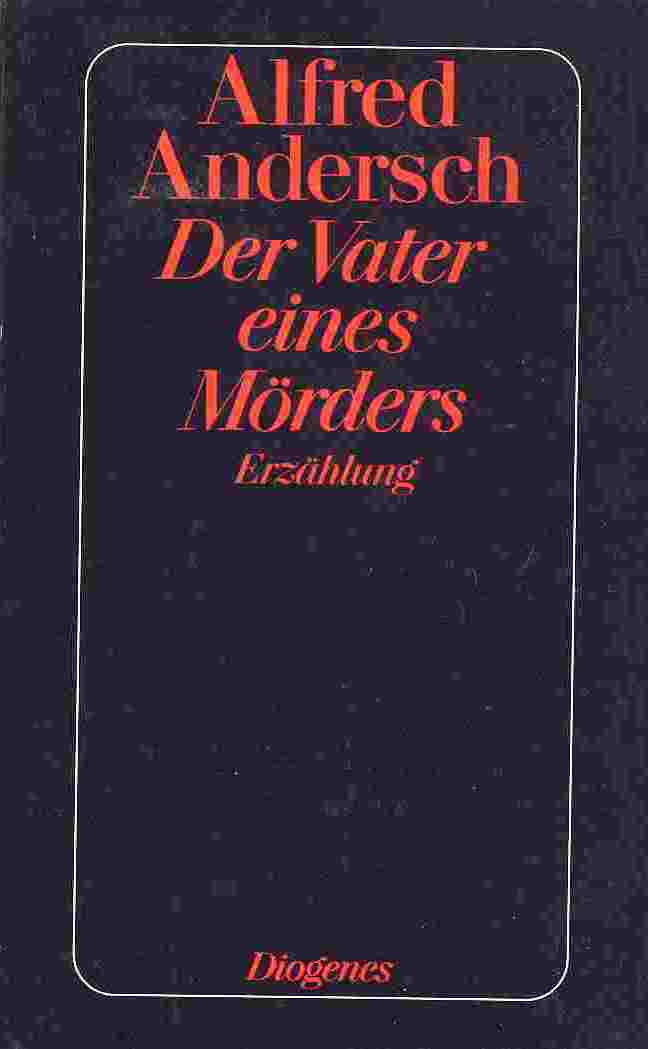
De stofomslag van de Duitse uitgave

De vader van een moordenaar (Duits: Der Vater eines Mörders. Eine Schulgeschichte) is de titel van een in 1980 postuum verschenen novelle van Alfred Andersch. Het verhaal kan worden beschouwd als Andersch' politieke en literaire nalatenschap.

## Achtergrond
De hoofdpersoon van het verhaal is Joseph Gebhard Himmler (1865–1936), een Duitse leraar, 'Oberstudiënrat' en rector van een gymnasium in Landshut en het Wittelsbacher Gymnasium in München. Zijn bijnaam was "Rex".
Joseph Gebhard Himmler was de vader van de latere SS-leider Heinrich Himmler en twee andere zonen en is de hoofdpersoon van de biografische novelle. Andersch voert Himmler senior ten tonele als de onverwachts in een klas binnengekomen rector die het Grieks van de leerlingen in een van de hogere klassen van het gymnasium overhoort. In de herinnering van Andersch is Himmler Sr. "tief schwarz", dat wil zeggen katholiek en burgerlijk, maar ook een manipulator, een sadist en een machtswellusteling die de schooljongens vernedert.
Het verhaal werd geschreven vanuit de optiek van een fictieve Franz Kien die de plaats van Andersch inneemt. Het verhaal is geconstrueerd, het is volgens Andersch waarheidsgetrouw in zijn beeld van Himmler Sr. maar de gebeurtenissen vonden niet allemaal in één enkele les plaats. De schrijver heeft de geschiedenis dus gedramatiseerd.

## Verhaal
De plaats van handeling is een Griekse les aan het Johanneshof Gymnasium in München in mei 1928.
Voordat klasseleraar Dr. Kandlbinder met zijn les in de achtste klas, in het Duits de "Untertertia" genoemd, kan beginnen komt Oberstudiendirektor Himmler (bekend als "Rex") onverwacht het lokaal binnen. Hoewel hij zegt dat hij de leraar niet zal storen neemt deze schooldirecteur, na  Kandlbinder eerst gevraagd te hebben de besten van de klas aan te wijzen, de les over. Het blijkt dat de directeur goed van de prestaties van individuele leerlingen op de hoogte is. De klasseleraar kan zijn superieur niet misleiden. Franz Kiens gevoelens met betrekking tot het optreden van de rector wisselen tussen bewondering en walging wanneer Himmler en de leerling Konrad van Greif een verbaal duel aangaan. De woordenwisseling  eindigt met een vernedering van de rector, maar Van Greiff wordt van school gestuurd.
Ten slotte wordt Franz Kien door Himmler voor de klas geroepen. Kien is niet goed voorbereid want hij heeft bij gebrek aan interesse de Griekse lessen niet gevolgd. Himmler dwingt Kien toe te geven dat hij lui is. De rector completeert de vernedering van de leerling met de aankondiging dat hij de familie Kien niet langer vrij zal stellen van het betalen van schoolgeld. Op die wijze wordt de penibele financiële situatie van de familie voor alle aanwezigen duidelijk.
Het laatste deel van de geschiedenis van scholier Kien speelt zich thuis af en toont de toenemende fysieke achteruitgang van zijn vader, een oorlogsinvalide uit de Eerste Wereldoorlog die met het IJzeren Kruis werd gedecoreerd. De Kiens bespreken de rector en de familie Himmler. De vader is een verstokt Duitsnationaal kiezer en bewondert conservatieve politici als Ludendorff. Hij is dus een politiek tegenstander van de katholieke en conservatieve Himmler, wiens zoon Heinrich Himmler met de politieke opvattingen van zijn vader heeft gebroken. De beide Himmlers leven daarom in onmin met elkaar. De jonge Himmler bezoekt bijeenkomsten van Ludendorff en Franz Kien symphatiseert in het geheim met de jonge Heinrich Himmler hoewel hij diens antisemitisme verwerpt.

## Conceptie
Alfred Andersch begon in mei 1979 in het Zwitserse Berzona met het schrijven van zijn verhaal. Zijn gezondheid was op dat moment al zeer zwak, een door complicaties bij diabetes nodig geworden niertransplantatie had hem uitgeput en nierdialyse en bloedtransfusies maakten hem het werken zwaar. Zoals zoveel diabetici werd Andersch langzaam blind en hij kon nog slechts met moeite iets lezen. Desondanks voltooide hij zijn verhaal door met potlood op extra zacht papier te schrijven. Andersch gebruikte ook een typemachine met extra grote letters. Aan uitgever Keel liet Andersch weten "Met dit apparaat nu weer te kunnen schrijven, en te hopen dat van meer dan enkel goed typewerk zult kunnen genieten".
In januari 1980 voltooide Andersch het werk en stuurde hij het script aan uitgever Keel. Kort daarna, op 21 februari 1980 stierf hij te Berzona.
Andersch droeg zijn boek op aan de Duitse schrijver Arno Schmidt die in juni 1979 was overleden. Andersch was bevriend met Schmidt en betreurde diens overlijden zeer. Bij wijze van introductie nam Andersch twee citaten van Bertolt Brecht en Fritz Mauthner op.

## Ontvangst
Het boek kreeg veel aandacht van media, critici en lezers. Het werd een bestseller en vijandige reacties en polemieken tegen het postuum gepubliceerde boek bleven grotendeels uit. Dat was opvallend want eerdere geschriften van Andersch hadden tot opschudding geleid.
De literatuurkenner Heinrich Vormweg van de Hessische Rundfunk schreef "De juichende ontvangst was geenszins beïnvloed door de dood van de schrijver, het was ook geen uiting van laat respect voor een belangrijk schrijver.... een verhaal over een school die de lezers nog steeds iets over zichzelf vertelt, omdat het ons iets zegt over het land waarin Hitler en Himmler aan de macht konden komen".
Er waren echter ook negatieve reacties van tijdgenoten van Andersch. De Duitse rechtshistoricus en jurist Dr. Otto Gritschneder was een klasgenoot van Andersch geweest en liet in een artikel in Der Spiegel weten dat hij het verhaal niet waarheidsgetrouw vond. Gritschneder keerde zich scherp tegen de wijze waarop schooldirecteur Himmler in het boek werd beschreven. Feiten zouden in "Het sprookje van Andersch", zoals Gritschneder de novelle noemde, onjuist zijn weergegeven. Rector Himmler was volgens hem geen sadistisch onderwijzer en de Himmlers waren maar "zeer normale en fatsoenlijke mensen geweest, met uitzondering van het "zwarte schaap" Heinrich Himmler. Volgens Otto Gritschneder was Alfred Andersch degene die de nagedachtenis van zijn eigen vader had besmeurd.
Het boek werd in 1994 in het Engels vertaald en het is verfilmd. In Duitsland wordt het op  middelbare scholen veel gelezen en het is een didactische ondersteuning bij lessen over de voedingsbodem van het nationaalsocialisme.